# Singkreis Frohe Botschaft
Der Singkreis Frohe Botschaft ist ein von Johannes Haas ins Leben gerufener gemischter Chor geistlicher Musik.
Die Sängergemeinschaft bildete sich aus der langjährigen Chorarbeit Johannes Haas’ mit dem Gemeindechor Derschlag sowie befreundeten Sängern, wie unter anderem aus seinem ehemaligen Jugend für Christus Chor, heraus. Mit der deutschen Ersteinspielung des Passionsoratoriums Die Kreuzigung von John Stainer veröffentlichte der Chor 1979 noch unter Gemeindechor Derschlag sein Debüt. Neben Gesamteinspielungen folgten vor allem zahlreiche Konzeptalben wie Komponistenportraits, Weihnachtsalben, Konzepte mit dem Christlichen und Evangelischen Sängerbund und nicht zuletzt zwei Projekte unter dem Titel Das ist mein Lied um Lieblingslieder Prominenter der Zeit – unter anderem Helmut Kohl, Helmut Schmidt oder Hanna-Renate Laurien.
Nach dem Tod von Johannes Haas tritt der Singkreis seit 2003 unter der Leitung von Doris Loh auf.

## Diskografie
- Die Kreuzigung. Passionsoratorium für Tenor, Bass, Chor und Orgel von John Stainer. 1979 Gerth Medien
- Nun lasst uns stille werden. 1980 Advents- und Weihnachtslieder. 1980 Gerth Medien
- Das ist mein Lied. 1981 Gerth Medien
- Ihr Christen stimmt ein Loblied an. Sätze für Solostimmen, Chor und Tasteninstrumente von Don Hustad. 1982 Gerth Medien
- Jesus Christus, König und Herr. Lieder des christlichen und evangelischen Sängerbundes. Gerth Medien
- Wie schön leuchtet der Morgenstern. Advents- und Weihnachtslieder. 1982 Gerth Medien
- Das ist mein Lied 2. 1983 Gerth Medien
- Gloria in excelsis Deo. Advents- und Weihnachtslieder. 1984 Gerth Medien
- Was Gott tut, das ist wohlgetan. Geistliche Musik zum Lobe Gottes. 1985 Gerth Medien
- Nimm mich bei der Hand, Vater. 1985 Gerth Medien
- Lobt Gott getrost mit Singen. Geistliche Chormusik aus vier Jahrhunderten. 1986 Gerth Medien
- Hinauf gen Jerusalem. Passionsoratorium für Chor, Soli und Instrumente von August Rücker. 1987 Gerth Medien
- Jauchzet dem Herrn, alle Welt. Festliche Motetten von Emil Ruh. Gerth Medien
- Dir, Jehova, will ich singen. Geistliche Chormusik aus vier Jahrhunderten. 1988 Gerth Medien

### Kompilationen
- Jesus Christus herrscht als König. 1987 Gerth Medien
- Freue dich Welt, dein König naht. 1991 Gerth Medien
- Die Himmel erzählen die Ehre Gottes. Gerth Medien
- Heilige Nacht. 2001 Gerth Medien
- Rückblick 1: Singkreis Frohe Botschaft. 1999 Gerth Medien